# Liste der Firmenarchive in der Burgerbibliothek Bern
Die Burgerbibliothek Bern sammelt als Spezialarchiv auch Unterlagen von Firmen, denen in der älteren oder jüngeren bernischen Geschichte in den Bereichen Kultur, Gesellschaft, Wirtschaft, Wissenschaft oder Politik eine besondere Bedeutung zukam bzw. kommt. Aktuell (2021) sind 21 Firmenarchive in der Burgerbibliothek Bern einsehbar. Die Archive enthalten neben Schriftgut auch Bildmaterial und digitale Unterlagen auf unterschiedlichen Datenträgern. Die Bestände sind im Online-Archivkatalog verzeichnet.
| Name                                                 | Grün-dung | Auf-lösung | Kurzbeschrieb | Link zum Verzeichnis                                           |
| ---------------------------------------------------- | --------- | ---------- | --- | -------------------------------------------------------------- |
| Burgerliche Ersparniskasse Bern                      | 1820      |            | Die Gründerväter der Burgerlichen Ersparniskasse Bern, welche die fleissige Biene als Signet gewählt hat, hatten sich bereits 1816 zu einem gesellschaftlich-kulturellen Zirkel, dem Burgerleist, zusammengeschlossen. Am 5. April 1820 genehmigte die konstituierende Versammlung die von einer Kommission ausgearbeiteten Grundgesetze der Ersparniskasse. Mit der Einführung des Schweizerischen Obligationenrechts 1884 konstituierte sich die BEK als die im Handelsregister eingetragene Genossenschaft 'Burgerliche Ersparniskasse der Stadt Bern' bzw. seit 1980 'Burgerliche Ersparniskasse Bern'. | FI BEK im Katalog der Burgerbibliothek Bern                    |
| Hotel Bellevue Palace AG Bern                        | 1911      | 2006       | Im Herbst 1911 wurde die Société Anonyme du Bellevue Palace gegründet. Gleichzeitig begann der Abbruch der alten Münz, des Haller-Hauses und des alten Hotels Bellevue, um an deren Stelle einen neuen, grösseren Hotelkomplex zu errichten. Bereits am 27. November 1913 nahm das neue Erstklasshotel Bellevue Palace den Betrieb auf. Als 1924 das Hotel Bernerhof seine Pforten schloss, übernahm das Hotel Bellevue Palace dessen Gäste und Namen und nannte sich fortan Grand Hotel Bellevue Palace und Bernerhof. 1976 ging die Hotel Bellevue Palace AG an die Schweizerische Nationalbank über, die sie 1994 ihrerseits an die Schweizerische Eidgenossenschaft abtrat. | FI Bellevue Palace im Katalog der Burgerbibliothek Bern        |
| Hotel Bellevue-Palace Immobilien AG Bern             | 1974      | 2019       | Die Hotel Bellevue Palace Immobilien AG ist im Zusammenhang mit der Verpachtung des Hotels Bellevue Palace an die Victoria-Jungfrau AG im Jahre 2006 entstanden. Als die Immobilie 2019 an den Bund überging, wurde die Aktiengesellschaft aufgelöst. | FI Bellevue-Palace Immob. im Katalog der Burgerbibliothek Bern |
| Ed. Fazan AG Sauerkrautfabrik Bern                   | 1850      | 1988       | 1850 hatte der Küfermeister Johann Hurni (1807–1889) begonnen, in einem Keller am Berner Rathausplatz Sauerkraut und Sauerrüben herzustellen, die hauptsächlich in die Romandie verkauft wurden. Da die gewerbsmässige Sauerkrautfabrikation in der Stadt ab 1889 verboten war, wurde die Produktion an die Effingerstrasse 67 verlegt. 1898 bezog die Fabrik einen Neubau am Bahnhöheweg 86 in Bümpliz mit Bahnanschluss. Das ursprüngliche Wintergeschäft wurde sukzessive zum Jahresgeschäft ausgebaut, indem Artikel wie Essig, Essigkonserven und Getränke ins Sortiment aufgenommen wurden. Als sich in der Mitte der 1980er Jahre Gebäudeschäden bemerkbar machten und sich eine Sanierung als zu kostspielig erwies, wurde ein Neubau ausserhalb von Bern in Erwägung gezogen. Die errechneten Baukosten waren jedoch zu hoch, weshalb sich der Inhaber zur Liquidation auf Ende 1988 entschied.                                                                                               | FI Fazan im Katalog der Burgerbibliothek Bern                  |
| Ferstl Schuhhaus Bern                                | 1962      | 2016       | Das Schuhhaus Ferstl wurde 1962 als Einzelfirma gegründet. Der Familienbetrieb in Form einer Schuhreparatur-Werkstätte befand sich von 1962 bis 1977 an der Wabersackerstrasse in Liebefeld und wurde kontinuierlich zu einem Schuhhaus ausgebaut. Das Schuhhaus Ferstl in Liebefeld schloss nach 55 Jahren Geschäftstätigkeit im November 2016 für immer. | FI Ferstl im Katalog der Burgerbibliothek Bern                 |
| Bierbrauerei und Eisenfabrik Gassner & Co. AG Bern   | 1884      | 1969       | 1884 übernahm Rupert Gassner die 1785 konzessionierte Brauerei (und Spritfabrik) samt Wirtschaft im Altenberg (Uferweg, Bern) von den Gebrüdern Böhlen (Bierbrauereigesellschaft Altenberg). Nach seinem Tod 1901 wurde das Unternehmen unter der Firma 'Rupert Gassner's Witwe' weitergeführt und nach dem Ableben von Caroline Gassner 1921 als Bierbrauerei und Eisfabrik Gassner & Co. (bzw. Gassner & Co. AG). 1969 wurde der Betrieb von der Brauerei zum Gurten AG, Wabern/Köniz, übernommen. | FI Gassner im Katalog der Burgerbibliothek Bern                |
| H.A. Fischer AG Restauratoren Bern                   | 1943      | 2019       | Gegründet wurde das Unternehmen im Jahr 1943 von Hans Alexander Fischer als Restaurierungsatelier und Einzelfirma mit Sitz im Lorrainequartier in Bern. 1979 wird die Einzelfirma in die H.A. Fischer AG überführt und Hans Alexander Fischer zieht sich sukzessive aus dem aktiven Geschäftsleben zurück. 1984 übernehmen Michael und Elfie Fischer das Aktienkapital und die Firmenleitung. Die Firma verlagert 1986 ihren Sitz von der Lorraine ins Berner Mattequartier. 2013 tritt Matthias Kilchhofer als Partner dem Verwaltungsrat und der Geschäftsleitung bei. Die Firma wird von H.A. Fischer AG in die Fischer & Partner AG Restauratoren umbenannt. |                                                                |
| Gerber Fleischprodukte AG Grosshöchstetten           | 1851      | 2007       | 1851 pachtete Niklaus Gerber-Hodel (1819–1887) den Gasthof 'Löwen' in Grosshöchstetten, wo er auch eine Metzgerei betrieb. Sein Sohn Christian Gerber-Feller (1862–1925) führte zunächst ab 1886 eine Metzgerei in Thun, kehrte aber bald nach Grosshöchstetten zurück. Angesichts wachsender Umsätze errichtete er 1914 einen modern eingerichteten Neubau für seine Metzgerei und begann mit der Lieferung von Fleischwaren an Wiederverkäufer. 1920 übernahmen Christians Söhne Rudolf Gerber-Bieri (1889–1959) und Hans Gerber-Scherz (1893–1966) die Metzgerei, führten sie als 'Chr. Gerber Söhne' weiter. Ab 1945 führten Oswald Gerber-Seiler (1912–1957), Ulrich Gerber-Gerber (1914–1995) und Niklaus Gerber-Hadorn (1915–2010) den Betrieb (seit 1953 als Aktiengesellschaft), der besonders 1949–1955 technisch modernisiert wurde. Das Unternehmen bestand bis 2007 und beschäftigte auf seinem Höhepunkt bis zu 250 Personen.                                                            | FI Gerber im Katalog der Burgerbibliothek Bern                 |
| Glasmaler-Atelier Halter Bern                        | 1916      | 2016       | Die Geschichte dieses Berner Ateliers für Glaskunst begann mit Louis Halter (1886–1956). Im Elsass geboren, absolvierte Louis mit 14 Jahren eine Lehre als Glasmaler in der Werkstätte Ott Frères in Strassburg. Nach Gesellenjahren in Deutschland und Frankreich siedelte Louis Halter 1911 in die Schweiz über. 1916 gründete er in Bern sein eigenes Atelier für Glasmalerei und Kunstglaserei, das sich ab 1923 am Klösterlistutz 10 an der Aare befand. Sein Sohn Eugen Halter (1920–1981) begann 1937 mit der Glasmalerlehre und bildete sich zudem im väterlichen Betrieb, den er 1956 übernahm, zum Kunstglaser aus. Eugens Sohn, Martin Halter (1947-), folgte ebenfalls seinem Vater und qualifizierte sich in den Jahren 1965 bis 1970 zum Glasmaler und Kunstglaser. Das Atelier schloss 2016 seine Tore. | FI Halter im Katalog der Burgerbibliothek Bern                 |
| Aktiengesellschaft des Hôtel de Musique Bern         | 1767      |            | Das Gesellschaftshaus wurde für die Grande Société (Bern) im Auftrag einer 1766 eigens zu diesem Zweck gegründeten Aktiengesellschaft durch Niklaus Sprüngli erbaut. Die heute noch bestehende Aktiengesellschaft Hôtel de Musique in Bern ist eine der ältesten in der Schweiz. Im Theatersaal des Hôtel de Musique fand am 6. November 1848 die erste Versammlung der Bundesversammlung statt. | FI Hôtel de Musique im Katalog der Burgerbibliothek Bern       |
| Eisenhandlung Kocher (Ziegler/Kocher/Meyer) Bern     | 1864      | 1872       | Die Anfänge der Eisenwarenhandlung gehen auf Johann Samuel Ludwig Ziegler zurück, der seit 1795 als Eisenhändler in Bern belegt ist und spätestens ab 1822 ein Geschäft an der Marktgasse 70 betrieb. Circa zwei Jahre später schloss sich Ziegler mit Friedrich Kocher (1793–1863) zusammen und führte das Geschäft unter dem Namen 'Ziegler und Kocher' weiter. Um 1858 fand schliesslich ein dritter Namenswechsel statt, als Friedrich Kochers Sohn, Carl Ludwig Kocher (1823–1872), das Geschäft übernahm und sich mit einem Herrn Meyer assoziierte. | FI Kocher im Katalog der Burgerbibliothek Bern                 |
| Loeb Holding AG Bern (Teilbestand)                   | 1881      |            | Ab 1869 betrieb die jüdische Kaufmannsfamilie Loeb in Freiburg im Breisgau einen kleinen Laden. Moses Loeb, der Gründer, griff als einer der ersten einen Trend auf; er mietet an den Wochenmärkten Stände. Wochenmärkte fanden damals in grösseren Städten der Schweiz jährlich zwei Mal während einer Dauer von 2 Wochen statt. Moses Loeb verkaufte als einer der ersten Händler alle Waren zu festen aber äusserst günstigen Preisen. Der Erfolg war durchschlagend, sodass feste Standorte eröffnet wurden. | FI Loeb im Katalog der Burgerbibliothek Bern                   |
| Leinenweberei Bern AG Bern                           | 18888     |            | Die Leinenweberei Bern AG geht auf die 1872 gegründete Firma 'Leinenweberei Bern, Schwob & Cie.' zurück. Diese wandelte sich 1917 zunächst in die Kollektivgesellschaft 'Leinenweberei Bern, Wallach, Lippmann & Cie.' mit Sitz am Bubenbergplatz um, aus welcher noch im selben Jahr die bis heute bestehende 'Leinenweberei Bern AG' entstand. | FI LWB im Katalog der Burgerbibliothek Bern                    |
| R. Müller AG Hammerwerke und mechanische Werkstätten | 1844      | 2014       | 1844 erbte Rudolf Müller die traditionsreiche Hammerschmiede in Worblaufen, die er und seine Nachkommen laufend ausbauten und modernisierten. Die Hammerwerke Müller produzierten im Verlauf ihres Bestehens bis 2014 ein wechselndes breites Sortiment von Werkzeugen und Schmiedestücken für Postkutschen, Bahnbau, Armee, Maschinen- und Autoindustrie und Kraftwerke. | FI Müller im Katalog der Burgerbibliothek Bern                 |
| Privatbank Marcuard-Beuther Bern                     | 1750      | 1919       | Johann Rudolf Marcuard stammte ursprünglich aus Payerne und gründete in Bern die Firma „Marcuard & Morel“, welche zunächst einerseits mit importiertem arabischen Gummi und Indigo, als auch mit selbst produzierten Indiennes handelte. Die Firma wandte sich immer stärker dem Bankenwesen zu und wurde 1750 zur Bank „Marcuard & Cie.“ (1750–1775). Später umbenannt in „Marcuard, Beuther & Cie.“ (1775–1825) wurde sie zu einem wichtigen Bankhaus, welches bis 1919 bestand und dann von der „Schweizerischen Kreditanstalt“ (SKA) übernommen wurde. | FI Marcuard im Katalog der Burgerbibliothek Bern               |
| Papierfabrik Utzenstorf AG                           | 1865      | 1993       | 1865 errichtete Benedikt Ziegler die erste Holzschleiferei der Schweiz in Bätterkinden, 1870 eine zweite im Hagerhüsli. Jost Hochstrasser, Direktor der Aktiengesellschaft, die 1873 die beiden Fabriken erworben hatte, initiierte 1891/92 den Bau einer eigenen Papierfabrik in Utzenstorf und damit die Gründung der Papierfabrik Utzenstorf AG, die 1902 in Konkurs ging, aber noch im selben Jahr neu gegründet wurde. Der steigenden Nachfrage in der Nachkriegszeit begegnete die Papierfabrik mit kontinuierlicher Modernisierung. Von 1947 bis 1967 stieg die Produktion von 17'000 auf 90'000 Tonnen Papier. Bis 2017 war die Papierfabrik Utzenstorf AG mit zuletzt 200 Arbeitsplätzen der grösste Arbeitgeber in der Gemeinde. | FI PU im Katalog der Burgerbibliothek Bern                     |
| Metzgerei Richard Bern                               | ca. 1899  | 1994       | Die Metzgerei Richard geht auf Gottlieb Richard (1872–1952) zurück. Die beiden Söhne Max und Fritz führten ab 1933 den Betrieb zuerst gemeinsam, bevor sie sich trennten. Max übernahm die väterliche Metzgerei am Zibelegässli, während Fritz eine Metzgerei in der Länggasse mit einer Filiale im Monbijouquartier eröffnete. Noch vor Ausbruch des Zweiten Weltkriegs hatte sich die Metzgerei beim Zytglogge durch den Liegenschaftserwerb am Kornhausplatz wesentlich vergrössern können. Es waren indes erst die Söhne von Max Richard, Hans-Uli und Kurt, die 1962 die Metzgerei übernommen hatten, die 1964 einen Neubau am Kornhausplatz eröffnen konnten. Während über 30 Jahren führten die beiden Brüder den Metzgereibetrieb ihres Grossvaters gemeinsam, bis sie ihn 1991 verkauften. 1994 schloss die Metzgerei Richard am Kornhausplatz endgültig. | FI Richard im Katalog der Burgerbibliothek Bern                |
| Stämpfli Druckerei Bern                              | 1796      |            | 1799 wurde Gottlieb Stämpfli (1770–1807) obrigkeitlicher Drucker, nachdem er bereits zwölf Jahre in dieser Offizin gearbeitet hatte. Wie später seinem Sohn und seinem Enkel war auch ihm nur ein kurzes Leben beschieden, sodass sich schon 1807 seine junge Gattin Marie Albertine (geb. Ernst, 1784–1836) zur Übernahme der Betriebsführung gezwungen sah. 1814 verlor sie das Privileg der obrigkeitliche Druckerei an Ludwig Albrecht Haller. Marie Albertine Stämpfli führte jedoch ihr Unternehmen in einem Gebäude an der Postgasse 44 (heute 60) weiter, das sie selber erworben hatte. 1828 löste Carl Samuel Stämpfli (1806–1846) seine Mutter in der Geschäftsführung ab. Er modernisierte den Betrieb und erwarb als erster Berner Drucker 1845 eine Schnellpresse. Mit der Herausgabe des Fahrplans «Schweizer Conducteur» nahm 1891 ein Produkt seinen Anfang, das die Firma während fast des ganzen 20. Jahrhunderts prägen sollte: das Kursbuch der schweizerischen Verkehrsbetriebe. | FI Stämpfli im Katalog der Burgerbibliothek Bern               |
| WIFAG Maschinenfabrik AG                             | 1901      | 2011       | Die WIFAG wurde 1904 als Winkler, Fallert und Co. in Bern gegründet. Sie entwickelte und produzierte Druckmaschinen für Zeitungen, Bücher und Briefmarken. Während mehr als eines Jahrhunderts bediente sie Kunden in der ganzen Welt und war jahrzehntelang eine der führenden Druckmaschinenherstellerinnen. 2007 wurde die WIFAG eine Tochter der neu gegründeten WIFAG-Polytype Holding AG. Ende 2011 musste die Produktion von Druckmaschinen an der Wylerringstrasse in Bern-Wankdorf eingestellt werden. | FI WIFAG im Katalog der Burgerbibliothek Bern                  |
| Volz Apotheke Bern                                   | 1889      | 2002       | 1889 kaufte Wilhelm Volz (1857–1938) die Wildbolz'sche Apotheke', die er unter ' Apotheke W. Volz vorm. R. Schobert b. Zeitglocken' in das Handelsregister eintragen liess. 1916 übernahmen Wilhelms Söhne, Wilhelm Volz (1887–1957) und Friedrich Volz (1888–1965), das Geschäft, welches fortan 'W. Volz & Co. Central-Apotheke beim Zeitglocken' hiess. Unter der Leitung von Friedrichs Sohn, Bernhard Friedrich Volz (1934–1984), der das Geschäft 1963 übernahm, wurde die Apotheke modernisiert und 1982 eine Aktiengesellschaft umgewandelt. 2002 kaufte Renata Mordasini die Centralapotheke, welche sie 2017 an die Apothekenkette Amavita verkaufte. | FI Volz im Katalog der Burgerbibliothek Bern                   |
| Zytglogge Verlag Bern                                | 1965      |            | 1965 gründeten Hugo Ramseyer und Rolf Attenhofer im Berner Theater "Zytglogge" den Zytglogge Verlag. Dieser produzierte in den ersten Jahren zunächst Schallplatten der Berner Troubadours Fritz Widmer, Mani Matter & Co, Kinderkassetten und Hörbücher. Ab 1970 wurden Bücher in das Produktionssortiment des Zytglogge-Verlags aufgenommen. 2003 zog der Zytglogge Verlag, der seit 1969 als Aktiengesellschaft organisiert ist, von Gümligen nach Oberhofen am Thunersee in die Villa von Jenner. 2015 übernahm die Schwabe AG Basel die Aktienmehrheit des Zytglogge Verlags, dessen Sitz sich seither in Basel befindet. | FI Zytglogge im Katalog der Burgerbibliothek Bern              |